# NEC PC 6601
NEC PC 6601 (PC 6601) је био кућни рачунар фирме NEC који је почео да се производи у Јапану од 1985. године.
Користио је μPD780C-1 (Z80A компатибилан) као микропроцесор. РАМ меморија рачунара је имала капацитет од 64 KB + 1KB (интерфејс за дискетну јединицу). 

## Детаљни подаци
Детаљнији подаци о рачунару PC 6601 су дати у табели испод.
|                       |                                                                                                |
| 6601                  |                                                                                                |
| Произвођач            |                                                                                                |
| Тип                   | кућни рачунар                                                                                  |
| Меморија              | 64 + 1KB (интерфејс за дискетну јединицу)                                                      |
| Поријекло             | Јапан                                                                                          |
| Година                | 1985                                                                                           |
| Тастатура             | тастатура са пуним помаком тастера, стандард layout, 5 функцијских тастера                     |
| Процесор              |                                                                                                |
| Фреквенција процесора | 4                                                                                              |
| RAM                   | 64 + 1KB (интерфејс за дискетну јединицу)                                                      |
| ROM                   | 32 (Бејсик + монитор у машинском језику) + 32 (кинески знакови) + 16 (гласовни подаци) + 16 KB |
| Текст                 | 40 x 20                                                                                        |
| Графика               | 80 x 40 (15 боја), 160 x 200 (15 боја), 320 x 200 (4 боје)                                     |
| Боја                  | 15                                                                                             |
| Звук                  | 3 гласа, 8 октава (AY-3-8910)                                                                  |
| Димензије             | 365 (ширина) / 380 (дубина) / 113 (висина) / 4,5                                               |
| Портови               |                                                                                                |
| Оперативни систем     |                                                                                                |